# Božičany
Božičany település Csehországban, a Karlovy Vary-i járásban. Božičany Nová Role, Nejdek, Mírová, Černava és Chodov településekkel határos. Lakosainak száma 641 fő (2024. január 1.).

## Népesség
A település lakosságának változását az alábbi diagram mutatja:
| Lakosok száma | 370  | 991  | 1062 | 654  | 650  | 593  | 604  | 636  | 604  | 641  |
|               | 1869 | 1900 | 1921 | 1961 | 1980 | 2011 | 2016 | 2019 | 2021 | 2024 |